# Puig del Teix
El Puig del Teix és una muntanya de Mallorca de 1064 metres d'altitud que pertany a la serra de Tramuntana. Tot i que el cim pertany al municipi de Deià, el massís està repartit entre els municipis de Valldemossa, Deià, Sóller i Bunyola. El seu nom prové de l'arbre Teix europeu (Taxus baccata), que era freqüent a tot el massís i del qual encara en queden uns quants exemplars. El cim, tot i no ser dels més alts i exigents de l'illa, és un lloc molt freqüentat per excursionistes per la seva facilitat d'accés. El GR 221 passa molt a prop del cim, en un tram on ressegueix el camí de s'arxiduc, i permet fer l'ascensió sense gaire desviació de la ruta. El puig del Teix està assentat sobre un petit altiplà anomenat pla de la Mala Garba, i forma un petit massís amb el puig del teixot i el puig des vent.
Aquesta muntanya va donar nom al grup artístic deianenc "Els deu d'Es Teix".

## Principals accessos
- Des de Valldemossa, per Pastoritx i el Comellar i Camí de Ses Sitges.[4]
- Des de Valldemossa, per la serra de Son Moragues.[4]
- Des de Valldemossa, pel camí des Cairats, passant per la font des Polls i el Refugi de Son Moragues, llarg tram per pista asfaltada.[4]
- Des de Valldemossa, pel Pla d'es Pouet i el Camí de S'Arxiduc.[2]
- Des de Valldemossa pel camí des Cairats i camí des Caragol.[4]
- Des de Deià, pel Coll de Son Gallard i el Camí de S'Arxiduc.[2]
- Des de Deià pel pas des Racó.[2]
- Des de Deià, pels cingles de son Rul·lan i el Camí de S'Arxiduc.[1]
- Des de Sóller, per Sa Galera.
- Des del Coll de Sóller, per les Cases del Rei Sanxo.
- Des de Bunyola, pel torrent de n'Angelè.